# Football Club Black Stars Basel
El FC Black Stars Basel es un club de fútbol suizo de la ciudad de Basilea. Fue fundado en 1907 y juega en la Promotion League, tercer categoría de fútbol en Suiza.

## Historia
Fundado en 1907 jugó en la Superliga Suiza hasta la temporada 1930/31. Desde la temporada 2012/13 juega en la 1. Liga. En la temporada 2019/20 ascendió a la Promotion League.